# Mack Strong
Mack Carlington Strong (* 11. September 1971 in Fort Benning, Georgia) ist ein ehemaliger US-amerikanischer American-Football-Spieler. Er spielte zwischen 1994 und 2007 auf der Position des Fullback für die Seattle Seahawks in der National Football League.

## NFL
Nachdem Strong nicht im NFL Draft 1993 ausgewählt wurde, verpflichteten ihn die Seattle Seahawks als undraftet Free Agent. 2005 wurde er erstmals in den Pro Bowl gewählt und gelangte mit den Seahawks in den Super Bowl XL, dem ersten Super Bowl der Franchisegeschichte, in welchem er Mannschaftskapitän war. Auch 2006 wurde er in den Pro Bowl gewählt.
In der fünften Woche der Saison 2007 verletzte sich Strong im Spiel gegen die Pittsburgh Steelers am Nacken, was dazu führte, dass er von der aktiven Spielerkarriere zurücktrat. Er spielte 201 Spiele in 14 Saisons für die Seahawks und blockte für drei 1000+-Yards-Runningbacks: Chris Warren, Ricky Watters und Shaun Alexander.